# Dunjak
Dunjak is een plaats in de gemeente Vojnić in de Kroatische provincie Karlovac. De plaats telt 49 inwoners (2001).